# Atrapats en la foscor
Atrapats en la foscor (títol original en anglès Coming Home in the Dark) és una pel·lícula de thriller psicològic de Nova Zelanda del 2021 basada en un conte homònim de 1995 d'Owen Marshall. Dirigida per James Ashcroft i escrita per Eli Kent amb James Ashcroft, la pel·lícula és protagonitzada per Daniel Gillies, Erik Thomson, Miriama McDowell i Matthias Luafutu. La pel·lícula es va estrenar al Festival de Cinema de Sundance el 31 de gener de 2021. Ha estat subtitulada al català.

## Argument
La Jill i l'Alan 'Hoaggie' Hoaganraad estan de viatge per carretera amb els seus dos fills adolescents, Maika i Jordan. Mentre caminava, la Maika s'adona de dos homes a la distància mirant-los abans de desaparèixer. Mentre la família fa un pícnic a la carretera, són interromputs pels dos vagabunds violents, Mandrake i Tubs. La parella els roba a punta de pistola i els obliga a estirar-se, però abans de marxar, en Mandrake escolta que Maika crida a l'Alan "Hoaggie". De sobte, Mandrake assassina Maika i Jordan i segresta els pares després de la nit, deixant inconscient a Jill i trencant el braç d'Alan.
Quan Mandrake pregunta a la parella, revela que sap que l'Alan és professor i que una vegada va ser professor ajudant en una casa per a nois amb problemes, un conegut per abús físic i sexual. L'Alan endevina correctament que tots dos estaven matriculats a l'escola, però insisteix que ell desconeixia completament l'abús; Mandrake no se'l creu i implica que condueixen a casa del noi. Quan s'aturen en una benzinera, l'Alan intenta alertar en secret l'encarregat de l'estació, però Mandrake sospita d'això i mata l'encarregat colpejant-lo amb un extintor. L'Alan fa veure que s'ha colpejat accidentalment amb la porta mentre entra al cotxe, però mentre s'agenolla al costat del cotxe per "recuperar-se", prem un cargol al pneumàtic posterior esquerre.
Jill intenta escapar, però és ràpidament atrapada i més tard obligada a agenollar-se sota un pas elevat. Amenaçant de disparar-la, en Mandrake obliga a l'Alan a admetre que era conscient de tots els abusos, però es va aturar i no va denunciar res per covardia. Alan relata la història d'un nen que es va tatuar una esvàstica al braç; a la convocatòria, un administrador li va netejar de la pell amb un raspall de niló de manera dolorosa i forçada, cosa que va traumatitzar la resta dels estudiants. La Jill està sacsejada per aquesta admissió, i més tard rebutja els intents de contacte d'Alan. Quan és clar que Mandrake no la deixarà anar, s'escapa del vehicle en moviment i després opta per saltar al riu proper en lloc de tornar als seus segrestadors; el seu destí queda ambigu.
L'Alan s'escapa breument quan s'aturen per reemplaçar el pneumàtic que Alan va prémer un clau i arriba a un cotxe amb un grup d'adolescents. Tanmateix, Mandrake els troba i els convenç de forçar l'Alan a sortir del cotxe, abans d'assassinar a tots menys un, que aconsegueix escapar. Amb l'Alan recuperat, finalment arriben a un vell internat, probablement on van créixer en Mandrake i/o en Tubs.
Passejant per l'edifici ara abandonat, l'Alan admet que no sols era un covard, sinó que també creia en privat que el nen amb el tatuatge es mereixia el seu càstig. Creient que Mandrake és aquell noi, es disculpa per no intervenir. Mandrake revela que el noi no era ell. Aleshores dispara a l'Alan al pit i es burla d'ell, però l'Alan el colpeja amb una pedra i el colpeja. Mandrake sobreviu, encara que ferit i desorientat, i intenta matar l'Alan però no aconsegueix. Tubs, amb qui l'Alan havia parlat unes quantes vegades, donant a entendre que només fa el que li diu en Mandrake, agradant-li que aquest comportament encara estigui en un internat, arriba i mata en Mandrake amb el rifle. Deixa l'Alan, molt ferit, dient-li "Odio aquest lloc", que també està tallat en una pedra darrere d'Alan. Els flashbacks revelen que la talla va ser feta per un nen traumatitzat que creixia en aquell internat; no es mostra explícitament si aquell noi havia estat realment el torturat o no. Tubs va a un lloc no revelat i mira el sol naixent, plorant en silenci.

## Repartiment
El repartiment inclou:
- Daniel Gillies com a Mandrake
- Erik Thomson com a Hoaggie
- Miriama McDowell com a Jill
- Matthias Luafutu com a Tubs

## Estrena
Coming Home in the Dark es va estrenar al Festival de Cinema de Sundance de 2021 el 31 de gener de 2021 a la secció Midnight.

## Recepció
L'agregador de ressenyes Rotten Tomatoes va donar a la pel·lícula una puntuació d'aprovació del 92% a partir de 62 crítiques i una puntuació mitjana de 7,0/10. El consens crític diu: "Intel·ligent, ben actuada i, sobretot, espantosa, a Coming Home in the Dark el director novell James Ashcroft deixa la seva empremta amb un passeig en blanc per als aficionats al terror".